# Batalla de Chamdo
La Batalla de Chamdo (o Qamdo; en chino simplificado, 昌都战役) ocurrió del 6 al 24 de octubre de 1950. Fue una campaña militar de la República Popular China (RPC) para arrebatar la Región de Chamdo de un Estado tibetano independiente de facto. La campaña resultó en la captura de Chamdo y la anexión del Tíbet por la República Popular China.  

## Transfondo
Kham era una región fronteriza del Tíbet. La parte oriental de Kham había estado bajo el control directo de China durante la dinastía Qing. Su mitad occidental se conoce como Chamdo.
Los tibetanos Khampa y los tibetanos de Lhasa se despreciaban y detestaban mutuamente, y en algunos casos los Khampas odiaban el gobierno de Lhasa incluso más que el gobierno chino, por lo que los Khampas hicieron poco para resistir a las fuerzas chinas cuando entraron en Kham oriental y posteriormente tomaron el control de todo el Tíbet. De la misma manera, los tibetanos Qinghai (Amdo) consideran a los tibetanos del Tíbet central (el Tíbet propiamente dicho, gobernado por los Dalai Lamas desde Lhasa) como diferentes de ellos e incluso se enorgullecen del hecho de que no fueron gobernados por Lhasa desde el colapso del Imperio tibetano.
Los khampas, como el clan Pandatsang, habían encabezado rebeliones para conseguir la autonomía de Lhasa, por lo que los comunistas chinos los consideraban potenciales aliados revolucionarios. En enero de 1950, los comunistas propusieron oficialmente ayudar a la causa de los hermanos Pandatsang a cambio de que se mantuvieran al margen durante la "liberación del Tíbet", pero los hermanos Pandatsang decidieron en cambio enviar a George Patterson a la India para buscar ayuda alternativa. Pandatsang Rapga, líder del partido pro-Kuomintang El Partido para la Mejora del Tíbet también ofreció al gobernador de Chamdo designado por Lhasa, Ngabo Ngawang Jigme, algunos combatientes de Khampa a cambio de que el gobierno tibetano reconociera la independencia local de Kham. Ngabo rechazó la oferta.

## Negociaciones con Lhasa
El 7 de marzo de 1950, una delegación del gobierno tibetano llegó a Kalimpong para iniciar un diálogo con la recién declarada República Popular China y, entre otras cosas, para conseguir garantías de que respetaría la integridad territorial del Tíbet. El diálogo se vio retrasado por un debate entre las delegaciones tibetana, india, británica y de la República Popular China sobre el lugar de las conversaciones.
La delegación tibetana se reunió finalmente con el embajador de la República Popular China, el general Yuan Zhongxian, en Delhi el 16 de septiembre de 1950. Yuan comunicó una propuesta de tres puntos: que el Tíbet fuera considerado parte de China, que China fuera responsable de la defensa del Tíbet y que China fuera responsable del comercio y las relaciones exteriores del Tíbet. La negativa daría lugar a la conquista por parte de China. Los tibetanos se comprometieron a mantener la relación entre China y el Tíbet como una relación de preceptor y patrón, y su delegado principal, Tsepon W. D. Shakabpa, el 19 de septiembre recomendó la cooperación (pero con algunas estipulaciones sobre su implementación). Se argumentó que no era necesario que las tropas chinas estuvieran estacionadas en el Tíbet, ya que no estaba bajo amenaza y, si era atacado por la India o Nepal, podría apelar a China para obtener asistencia militar.

## Invasión de Kham Oriental

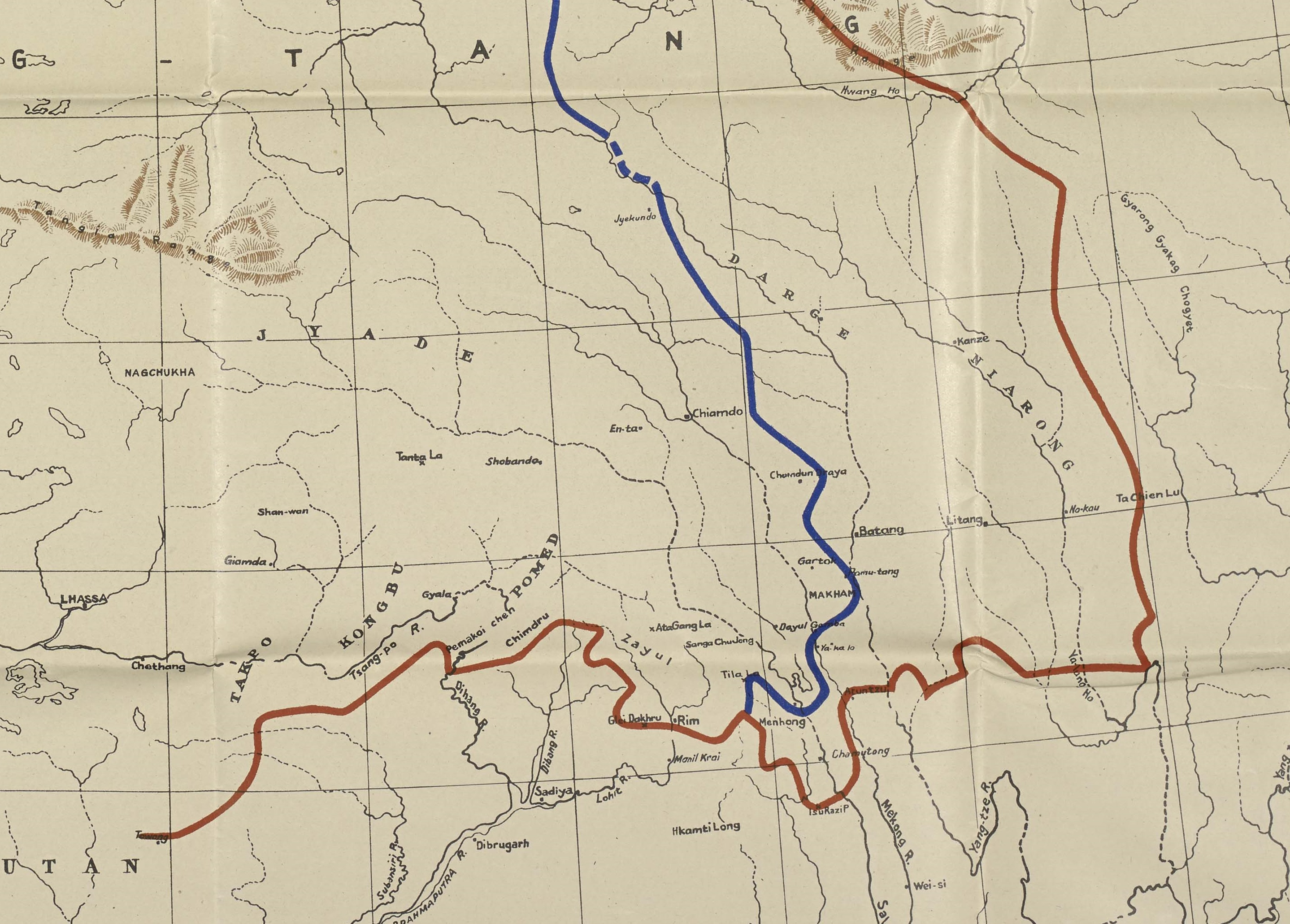
Kham occidental y Kham oriental separados por una línea azul en el mapa de la Convención de Simla

Después de la derrota de las principales fuerzas del Kuomintang en la guerra civil china, el Ejército Popular de Liberación (EPL) dirigió su atención a los territorios de la República de China en el interior. Kham Oriental era la parte de Sikang en poder de los chinos y la puerta de entrada a las áreas tibetanas. El 18.º Ejército del EPL formó el destacamento líder que avanzó hacia el Tíbet con la 52.ª División como su fuerza principal, y llegó a Ya'an el 12 de febrero de 1950. En marzo, el Ejército Popular de Liberación llegó a Kangding (Tachienlu). A mediados de abril, el 18.º Ejército tenía al menos 30.000 soldados que pasaban por Kangding, y 10.000 tibetanos ayudaron a construir la carretera de Kangding a Garzê (Kandze), que se completó en agosto. El 18.º Ejército del EPL se reunió en Garzê el 30 de julio, con sede en Xinlong, y entró en Litang desde el este. El Destacamento de Caballería de Qinghai entró en Gyêgu el 22 de julio, formando un movimiento de pinza de norte a sur en Chamdo.
En junio de 1950, el EPL y el ejército tibetano lucharon por primera vez en Dengke (también conocida como Dengo). Dengke está situada junto a la carretera principal que va de Garzê a Yushu, a unos 160 kilómetros al noreste de Chamdo. El exgobernador de Chamdo, Lhalu Tsewang Dorje, había instalado allí una estación de radio. 50 soldados del EPL capturaron Dengke y destruyeron la estación de radio. Dos semanas después (julio), 800 milicianos Khampa (incluidos 300 monjes) atacaron Dengke, afirmando haber matado a 600 soldados del EPL. Al final, el EPL logró ocupar Kham oriental.

## Batalla de Chamdo
Tras meses de negociaciones fallidas, intentos de Lhasa de conseguir apoyo y asistencia extranjera, y el aumento de tropas por parte de la República Popular China y el Tíbet, El EPL cruzó el río Jinsha el 6 o 7 de octubre de 1950 hacia Chamdo, controlado por Lhasa, cruzando la frontera de facto en cinco lugares.
Dos unidades del EPL capturaron rápidamente la ciudad fronteriza de Chamdo el 19 de octubre, momento en el que 114 soldados del EPL y 180 soldados tibetanos habían muerto o resultado heridos. El gobernador de Chamdo y comandante de las fuerzas tibetanas, Ngapoi Ngawang Jigme, se rindió con sus 2.700 hombres. En 1962, Zhang Guohua afirmó que 5.738 tropas enemigas habían sido "liquidadas", más de 5.700 habían sido "destruidas" y que "más de 3.000" se habían rendido pacíficamente. Las hostilidades activas se limitaron a una zona fronteriza controlada por Lhasa al noreste del río Gyalmo Ngulchu (tramos superiores del río Salween en el Tíbet) y al este del meridiano 96.
Después de confiscar sus armas, los soldados del EPL dieron a los prisioneros conferencias sobre el socialismo y una pequeña cantidad de dinero, antes de permitirles regresar a sus hogares.  Según el Dalái lama, el EPL no atacó a los civiles.
Con la captura de Chamdo, el EPL creyó que se había alcanzado el objetivo, cesó unilateralmente las hostilidades, y envió a Ngabo a Lhasa para reiterar los términos de la negociación, y esperó a que los representantes tibetanos respondieran a través de delegados a Pekín.
El 21 de octubre, Lhasa dio instrucciones a su delegación para que partiera inmediatamente hacia Pekín para celebrar consultas con el gobierno de la República Popular de China y aceptara la primera disposición si se podía garantizar el estatus del Dalái lama, mientras que rechazaba las otras dos condiciones. Más tarde rescindió incluso la aceptación de la primera demanda, después de que una adivinación ante las deidades del Mahākāla de seis brazos indicara que los tres puntos no podían aceptarse, ya que el Tíbet caería bajo dominación extranjera.
El 24 de octubre finalizaron todas las operaciones militares.

## Resultado
Después de que la noticia de la derrota en la batalla de Chamdo llegara a Lhasa, el regente Ngawang Sungrab Thutob dimitió y el 14º dálai lama fue entronizado antes de lo previsto. En febrero de 1951, cinco plenipotenciarios del Tíbet fueron enviados a Pekín para negociar con el gobierno de la República Popular China, encabezados por el representante principal Ngaboi Ngawang Jigme. A finales de abril de 1951, la delegación tibetana Kashag fue a Beijing para concluir las conversaciones de paz, nuevamente encabezadas por Ngabo, quien luego serviría en los altos rangos del EPL y del gobierno de la República Popular China. El Acuerdo de los diecisiete puntos finalmente se firmó entre los chinos y los tibetanos.
Después de liberar a los capturados, las transmisiones chinas prometieron que si el Tíbet era "liberado pacíficamente", a las elites tibetanas no se les negarían sus posiciones y poder.
Algunos combatientes de Khampa continuaron con su oposición. Más tarde, los señores de la guerra locales se unieron bajo un objetivo común y, por lo tanto, resultaron en la formación de Chushi Gangdruk con la ayuda de la CIA.
Según el autor contemporáneo Melvyn Goldstein, la campaña tenía como objetivo capturar al ejército de Lhasa que ocupaba Chamdo, desmoralizar al gobierno de Lhasa y ejercer presión para lograr que los representantes tibetanos aceptaran negociaciones en Pekín y firmaran términos que reconocieran la soberanía de China sobre el Tíbet.